# Carmilla
Carmilla (1872) er en berømt kortroman af den irske forfatter J. Sheridan Le Fanu.
Titelpersonen, Carmilla Karnstein, er en ung adelskvinde, der viser sig at være vampyr – med særlig smag for andre unge adelspiger!
Fanu får uddybet vampyrenes mesmerisme-evner og fremstiller dem som sofistikerede væsner, dog med stærke seksuelle undertoner, især fra den kvindelige vampyr, Carmillas side, som faktisk forfører en anden ung kvinde. Fanu vil vise, at en vampyrs stærke dyriske tiltrækning kan tiltrække hvem som helst og lokke alle i fordærv, uanset køn og alder.
Fortællingen inspirerede Carl Th. Dreyers film Vampyr og har dannet grundlag for utallige film, tegneserier, videospil, etc.